# Поляков, Василий Иванович (футболист)
Василий Иванович Поляков (12 марта 1955, Гдов, Псковская область, СССР) — советский футболист, нападающий.
Воспитанник СДЮШОР «Смена» Ленинград. C 1974 года — в дубле «Зенита». 6 июля 1975 года дебютировал в высшей лиге: в гостевом матче против «Динамо» Киев вышел на замену на 76 минуте. В 1976—1977 годах провёл за «Зенит» ещё 18 матчей в чемпионате, забил два гола. В 1978—1979 годах играл в составе ленинградского «Динамо» в первой лиге, в 1980—1981 — в «Локомотиве» Челябинск, вторая лига, завершил карьеру на высшем уровне в 1982 году в команде первой лиги СКА Хабаровск.